# Playa La Herradura (Lima)
La Herradura es una rompiente de ola y playa ubicada en el distrito de Chorrillos en Lima, Perú. Es utilizada como balneario desde inicios del siglo XX y para la práctica del surf desde la década de 1960. Hasta la década de 1980 fue una de las playas más populares de Lima, visitada especialmente por las familias acomodadas de la ciudad. La construcción de la carretera a la playa La Chira modificó la configuración de la playa y la orilla, que antes era de arena, se llenó de piedras.
La Herradura se encuentra desde el 28 de diciembre de 2016 dentro del Registro Nacional de Rompientes (RENARO), registro de las olas protegidas en el país amparadas bajo la ley de preservación de las rompientes apropiadas para la práctica deportiva (ley n.° 27280).

## Descripción
La Herradura se ubica en un lugar que recibe una mayor cantidad de horas de sol al año en comparación con el resto de balnearios de Lima. A inicios del siglo XX contaba con una orilla de arena, lo cual la diferenciaba de otros balnearios en la naciente Costa Verde con piedras o cantos rodados. A partir de la construcción de la carretera a La Chira en la década de 1980, las voladuras de dinamita cambiaron la configuración de la playa y la orilla se lleno de piedras.

### Rompiente de la Herradura
La ola es fuerte, larga y rompe hacia la izquierda con 3 tramos: El Point, la Segunda y la Tercera. Las olas pueden llegar hasta los 4 metros de altura. No es apta para principiantes.
Desde la década de 1960 la playa se ha utilizado para la práctica del surf. Existen dos versiones sobre la primera sesión de surf en la playa. Según Magoo de la Rosa, en 1962 o 1963 el tablista Raúl Risso entró solo al mar a probar las olas. De acuerdo a Óscar Tramontana Figallo, la primera sesión ocurrió en 1965 al ingresar cinco tablistas: Fernando Arrarte, los hermanos Francisco y Carlos Aramburu, Manolo Mendizábal y Felipe Pomar.

#### Campeonato de surf
Desde el 2008 se lleva a cabo en la playa el campeonato de surf Quiksilver Pro Copa Ripley, posteriormente llamado Quiksilver Pro La Herradura y en 2017 King of La Herradura. Adicionalmente a premiar a los surfistas más destacados, el campeonato tiene la finalidad de sensibilizar a la población sobre la importancia de conservar las rompientes de ola peruanas.

## Historia
La playa La Herradura se utiliza como balneario desde 1908. Con la construcción del túnel de la Herradura en 1910, el tranvía de la Compañía Nacional de Tranvía Eléctrico (CNET) tenía como punto final de su recorrido a la playa La Herradura. A finales de 1912, la compañía quebró y los tranvías dejaron de circular. La única forma de acceder al lugar desde entonces fue a pie o con movilidad propia.
En 1937 se construyó el restaurante El Suizo. A mediados de esa década se contruyó el Club Palm Beach. Luego, en la década de 1950 se construyó el edificio Las Gaviotas. En la década de 1980, el local donde se ubicaba el restaurante Kon Tiki fue reabierto como el salsódromo La Máquina del Sabor.
A inicios década de los 80 en Lima, la rompiente fue afectada por la construcción de la carretera desde la playa La Herradura hasta la playa La Chira. La construcción de la obra en 1983 ejecutadas bajo la orden del entonces alcalde Pablo Gutiérrez Weselby, sin ningún estudio técnico que lo avalase, afectó el acantilado, el fondo marino, el ancho de la playa, la rompiente y el ecosistema de la zona. Las voladuras de dinamita realizadas generaron rocas que terminaron en el lecho marino. Debido a lo anterior, el 14 de junio de 1990 se formalizó la Asociación para la Conservación de Playas y Olas del Perú (ACOPLO) que reunió a un grupo de surfistas y promotores de la conservación ambiental. ACOPLO se convirtió en la segunda asociación en el mundo dedicada a la protección de las rompientes de ola, luego de Surfrider Foundation, creada en 1984.
En 2004 un proyecto de GREMCO buscó construir un puerto deportivo en la playa. En base a las movilizaciones de surfistas locales y las negociaciones de a organización internacional Save The Waves con la empresa inmobiliaria se detuvo el proyecto.
En el 2011, la Municipalidad Metropolitana de Lima durante la gestión de la alcaldesa Susana Villarán invirtió más de S/.11 millones con el objetivo de restaurar y modernizar el malecón de la playa.

## Estado de protección
El 28 de diciembre de 2016 se emitió la Resolución Directoral n.° 1306-2016 MGP/DGCG que protege a la rompiente de La Herradura a partir de una solicitud establecida en una carta de la Federación Deportiva Nacional de Tabla (FENTA) en mayo de 2016. La protección de la rompiente fue resultado de la campaña ‘Hazla por tu Ola' organizada por Carolina Butrich de la Sociedad Peruana de Derecho Ambiental (SPDA), la FENTA, empresas como Quiksilver y la sociedad civil compuesta por vecinos y surfistas peruanos, como Claudio Balducci y Diego Villarán.